# 티라톤 분마탄
티라톤 분마탄(태국어: ธีราทร บุญมาทัน, 1990년 2월 6일 ~ )은 태국의 축구 선수로 현재 부리람 유나이티드에서 풀백으로 활약하고 있으며 태국 대표팀의 주장을 맡고 있다.

## 축구인 경력

### 클럽 경력
티라톤 분마탄은 커리어 생활 대부분을 부리람 유나이티드 FC에서 보냈다. 그는 작은 클럽이었던 부리람을 성장시킨 주요 일원 중 한명이다. 티라톤 분마탄은 세트피스에서 강점을 보이며, AFC 챔피언스리그 2013에서는 FC 서울과의 경기에서 프리킥 득점을 성공시키도 하였다.
부리람 유나이티드와 6년 간의 생활을 마무리 짓고, 2016년 부리람 최대의 라이벌 팀인 무앙통 유나이티드 FC로 전격 이적을 결정하게 된다. 그의 이적료는 3천 5백만 바트로, 원화 약 11억원에 해당하는 금액이다. 이는 당시 태국 축구 역사상 최고 금액에 달하는 이적료였다. 계약 기간은 5년으로 알려져 있다.

### 국가대표 경력
티라톤 분마탄은 2010년 이후 꾸준히 대표팀에 승선하고 있으며, 2015년 5월 2018년 FIFA 월드컵 아시아 지역 예선에서 주장을 맡기도 하였다.

## 같이 보기
- A매치 100경기 이상 출전한 축구 선수 명단